# 黃圖昌
黃圖昌（？—？），字翼明。山東沂州人，晚明官員。進士出身。

## 生平
黃圖昌於萬歷四十三年（1615年）考中乙卯科鄉試第二（經魁），崇禎元年（1628年）中式戊辰科二甲進士。任山西澤州知州，深受民眾愛戴，因父喪離職，當地民眾為其建立生祠。服闕之後，因母親年老，不再為官。卒祀鄉賢祠。

## 家族
父黃和，萬曆三十二年（1604年）進士，官至苑馬寺卿。